# Marea Lojă
Marea Lojă este principalul cadru al francmasoneriei organizate regular care asigură funcționarea Lojilor Inițiatice Masonice, denumite uneori Loji Albastre sau Atelier. 
Marea Lojă răspunde pentru efectuarea celor trei Ritualuri ale masoneriei inițiatice, dar și pentru chestiuni administrative precum amalgamări de loji, depuneri sau conferiri de cartă, sau conferiri de medalii omagiale membrilor, denumite uneori bijuterii masonice.

## Caracterul Național
Cadrul respectiv are de obicei caracter național, fiind astfel asociat unei țări sau stat ce face parte dintr-o federație mai largă. Multe state naționale cu caracter federal, precum Statele Unite ale Americii, nu prezintă o Mare Lojă Națională dar prezintă în schimb una sau mai multe Mari Loji în fiecare stat al Federației.  
Istoria ne spune că pentru crearea unei Mari Loji sunt necesare întrunirea câtorva condiții, precum popularitatea (ca număr de Loji regulare sau liberale) craftului masonic în regiunea geografică respectivă, dar și disponibilitatea de către o altă Mare Lojă Națională de a conferi certificatul Cartă de înființare. În acest mod istoria masoneriei contemporane poate fi trasată exact cu rădăcini foarte probabile în Italia Evului Mediu. 

## Caracterul Ezoteric
Francmasoneria ca instituție, este un ordin inițiatic de natură ezoterică ce comprimă aspecte filozofice aparent înrudite cu etica, epistemologia, metafizica și „strategia spirituală”. Sistemul ezoteric al francmasoneriei este influențat de înrudiri cu Catolicismul clasic și cu alte sisteme ezoterice și de „magie neagră”, cum ar fi Hermetismul.
Practicanții acestui sistem ezoteric sunt de asemenea uniți de idealuri precum „dragoste frățească, tămăduire și adevăr”. Numărul francmasonilor în lume este de circa patru milioane, majoritatea în Statele Unite ale Americii și în Europa occidentală.
În mod mai larg și parțial abuziv, „francmasoneria” desemnează în același timp o disciplină spirituală, precum Alchimia, și instituția tradițională care reunește practicanții acestei discipline în loje sau confederații de loje.